# Linea 14 (metropolitana di Pechino)
La linea 14 (in cinese 北京地铁14号线S, Běijīng dìtiě shísìhào xiànP) è una linea attiva della metropolitana di Pechino.
Sedicesima linea di metropolitana inaugurata nella capitale cinese, la linea 14 ha iniziato il suo servizio il 5 maggio 2013 con l'apertura del tratto occidentale (da Zhangguozhuang a Xiju).   Il 28 dicembre 2014 è entrato in funzione il tratto orientale, da Shangezhuang a Jintailu, seguito dall'inaugurazione della sua sezione centrale (da Pechino Sud a Jintailu) il 26 dicembre 2015. Infine, il 31 dicembre 2021, è stata aperta al pubblico l'ultima tratta, collegando le stazioni tra Dongguantou e Jingfengmen.
La linea 14 è gestita dalla Beijing MTR Corporation Limited e si sviluppa con un tracciato a forma di “L” rovesciata, attraversando i distretti di Fengtai, Dongcheng e Chaoyang. La linea parte da Zhangguozhuang, nella zona sud-ovest, e raggiunge Shangezhuang, nella parte nord-orientale della città. Il percorso della linea misura complessivamente 50,8 km e comprende un totale di 36 stazioni, tre delle quali al momento non ancora in funzione, con Zhangguozhuang come capolinea sud-occidentale e Shangezhuang come capolinea nord-orientale.
La linea 14 è contraddistinta, negli allestimenti dei convogli e nelle mappe ufficiali, dal colore rosa argenteo. Per effettuare l'intera tratta sono necessari circa 85 minuti.

## Storia

### Pianificazione
La linea 14 iniziò ad essere pianificata dagli inizi degli anni 2000, con l’obiettivo di collegare le aree sud-occidentali, meridionali ed orientali della città. Nelle fasi iniziali del progetto, il tracciato prevedeva un percorso verso est fino alla stazione di Pechino Sud, per poi deviare verso nord passando per Qianmen, la stazione di Pechino Centrale, Yabaolu e Jintailu, e infine proseguire verso nord.
Nel 2007, con la pubblicazione del Piano di costruzione a breve termine del sistema di trasporto rapido urbano di Pechino (2007-2015), che prevedeva la realizzazione di una rete metropolitana di 561 chilometri, la linea 14 fu inserita nello schema definito “tre circolari, quattro orizzontali, cinque verticali e sette radiali”. In particolare, la linea 14 rappresentava una delle linee orizzontali (attraversando il distretto di Fengtai da ovest a est) e una delle linee verticali (tagliando il distretto di Chaoyang da sud a nord), con un tracciato molto simile a quello poi realizzato.
Tra il 2008 e il 2009, durante le fasi di studio e approvazione della linea, alcuni residenti del quartiere Tiantongyuan, nel distretto di Changping, avanzarono la richiesta di far passare la linea 14 nella loro zona, raccogliendo firme porta a porta. Tuttavia, la proposta non fu accolta. In compenso, l’estremità sud-occidentale della linea fu estesa fino a ovest del fiume Yongding.

### Tratto occidentale: da Zhangguozhuang a Xiju

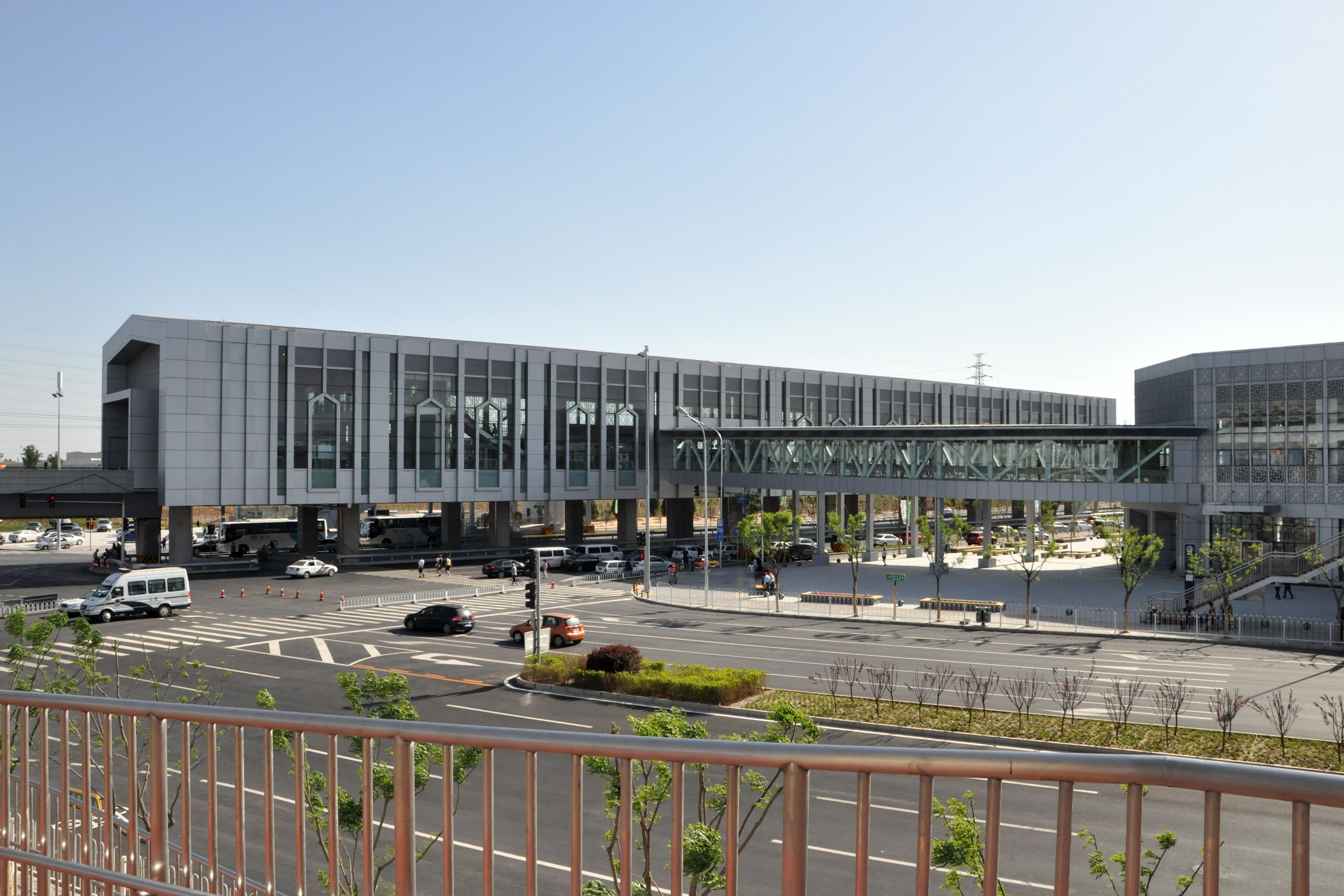
La stazione di Garden Park Expo, nel distretto di Fengtai.

Il 29 aprile 2010 si è tenuta la cerimonia di inizio lavori del tratto occidentale della linea 14, nel distretto di Fengtai.
Il 25 agosto 2012 è stato completato il grande viadotto che attraversa il fiume Yongding, segnando la fine dei lavori strutturali principali. Il 6 novembre dello stesso anno, la Beijing MTR Corporation Limited e il governo municipale di Pechino hanno firmato, ad Hong Kong, un partenariato pubblico-privato per la concessione del progetto della linea 14, ottenendo il diritto a gestire la linea per 30 anni.
Il 28 gennaio 2013 è iniziata la fase di test del percorso della sezione occidentale linea 14, senza passeggeri a bordo. Il 5 maggio successivo è stato aperto al pubblico il tratto da Zhangguozhuang a Xiju, esclusa la stazione di Qilizhuang che è stata inaugurata il 15 febbraio 2014.
Infine, il 26 novembre 2014, è stato ufficialmente siglato, a Pechino, l’accordo di concessione per la gestione della linea 14 tra la Beijing MTR Corporation e il governo cittadino.

### Tratto orientale: da Jintailu a Shangezhuang

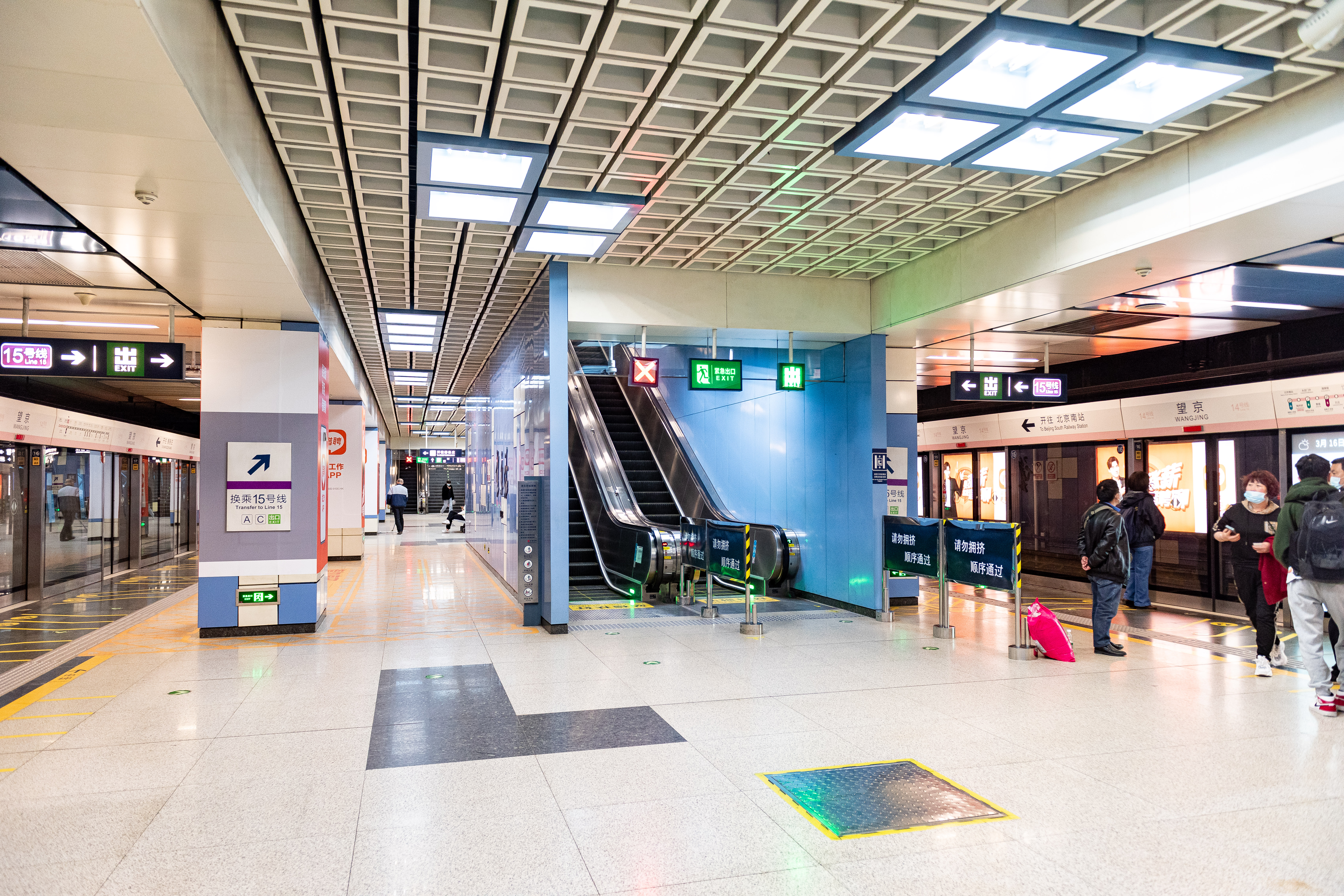
Banchina della stazione di Wangjing.

Il 30 ottobre 2010 sono iniziati i lavori presso la stazione di Dongfeng Beiqiao, la prima lungo il tratto orientale della linea 14 ad essere stata costruita. Il 17 ottobre 2012 è stato completato il tetto strutturale della stazione di Zaoying, la prima nella tratta a raggiungere questo traguardo. A metà novembre è cominciato lo scavo sotto i laghi nord e sud del Parco Chaoyang.
Il 30 gennaio 2013 la linea ha attraversato con successo il lago del Parco Chaoyang, segnando la prima volta nella storia della metropolitana di Pechino in cui si è attraversato un lago per un lungo tratto senza interrompere il flusso d’acqua. L’11 ottobre successivo si è concluso anche il passaggio sotto il lago nord, seguito il 10 dicembre dal completamento dello scavo nella sezione meridionale.
Nell’agosto del 2014 è iniziata la fase di collaudo, mentre il 22 dicembre l’intero tratto ha superato l’ispezione finale. Il 28 dicembre successivo è stato inaugurato anche il tratto orientale tra le stazioni di Jintailu e Shangezhuang, escluse le stazioni di Chaoyang Park e Gaojiayuan.
La stazione di Chaoyang Park è stata inaugurata circa due anni dopo, il 31 dicembre 2016, mentre quella di Gaojiayuan è tutt'ora in corso di realizzazione.

### Tratto centrale: da Xiju a Jintailu

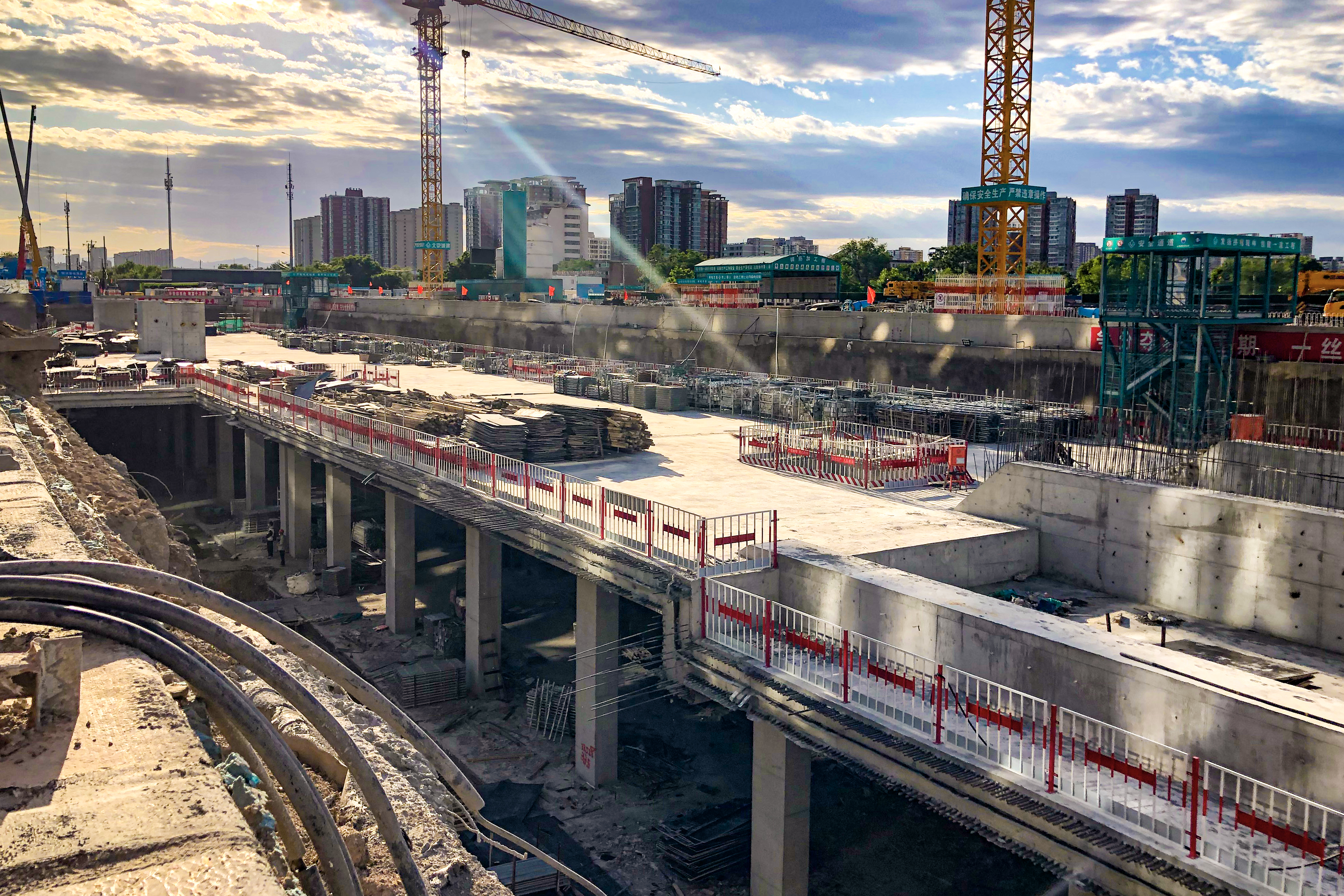
Lavori di costruzione della stazione Lize Shangwuqu.

Il 20 giugno 2015 si sono concluse le operazioni di posa dei binari nel tratto centrale della linea 14. Nel mese di luglio sono state avviate sia l’installazione delle apparecchiature e le prove tecniche, seguite, l’11 agosto, dalla prima corsa di prova senza passeggeri a bordo. Il 9 ottobre, la Commissione per la pianificazione urbana di Pechino ha reso noti i nomi provvisori delle stazioni lungo il tracciato. Il 26 dicembre è stato aperto al pubblico il tratto centrale della linea tra Pechino Sud e Jintailu, con l’eccezione delle stazioni di Taoranqiao e Pingleyuan, quest'ultima aperta successivamente il 30 dicembre 2017.
Nell’agosto 2021 sono stati completati i test sull’ultimo segmento rimanente della linea. Successivamente, l’11 novembre, è stato avviato il collaudo dell’intera linea, simulando anche l’orario di esercizio. Infine, il 31 dicembre 2021, è entrato in funzione anche il tratto tra Xiju e Pechino Sud, segnando il completamento dell’intera linea 14 e l’inizio dell’esercizio continuo su tutto il tracciato.

### Cronologia delle aperture
| Segmento                | Inaugurazione    | Lunghezza           | Stazioni | Nome sezione       |
| ----------------------- | ---------------- | ------------------- | -------- | ------------------ |
| Zhangguozhuang — Xiju   | 5 maggio 2013    | 12,4 km             | 6        | Tratto occidentale |
| Qilizhuang              | 15 febbraio 2014 | Stazione intermedia | 1        | Tratto occidentale |
| Jintailu — Shangezhuang | 28 dicembre 2014 | 14,8 km             | 10       | Tratto orientale   |
| Pechino Sud — Jintailu  | 26 dicembre 2015 | 16,6 km             | 9        | Tratto orientale   |
| Chaoyang Park           | 31 dicembre 2016 | Stazione intermedia | 1        | Tratto orientale   |
| Pingleyuan              | 30 dicembre 2017 | Stazione intermedia | 1        | Tratto orientale   |
| Pechino Sud — Xiju      | 31 dicembre 2021 | 4 km                | 5        | Tratto centrale    |

## Tratta e servizio

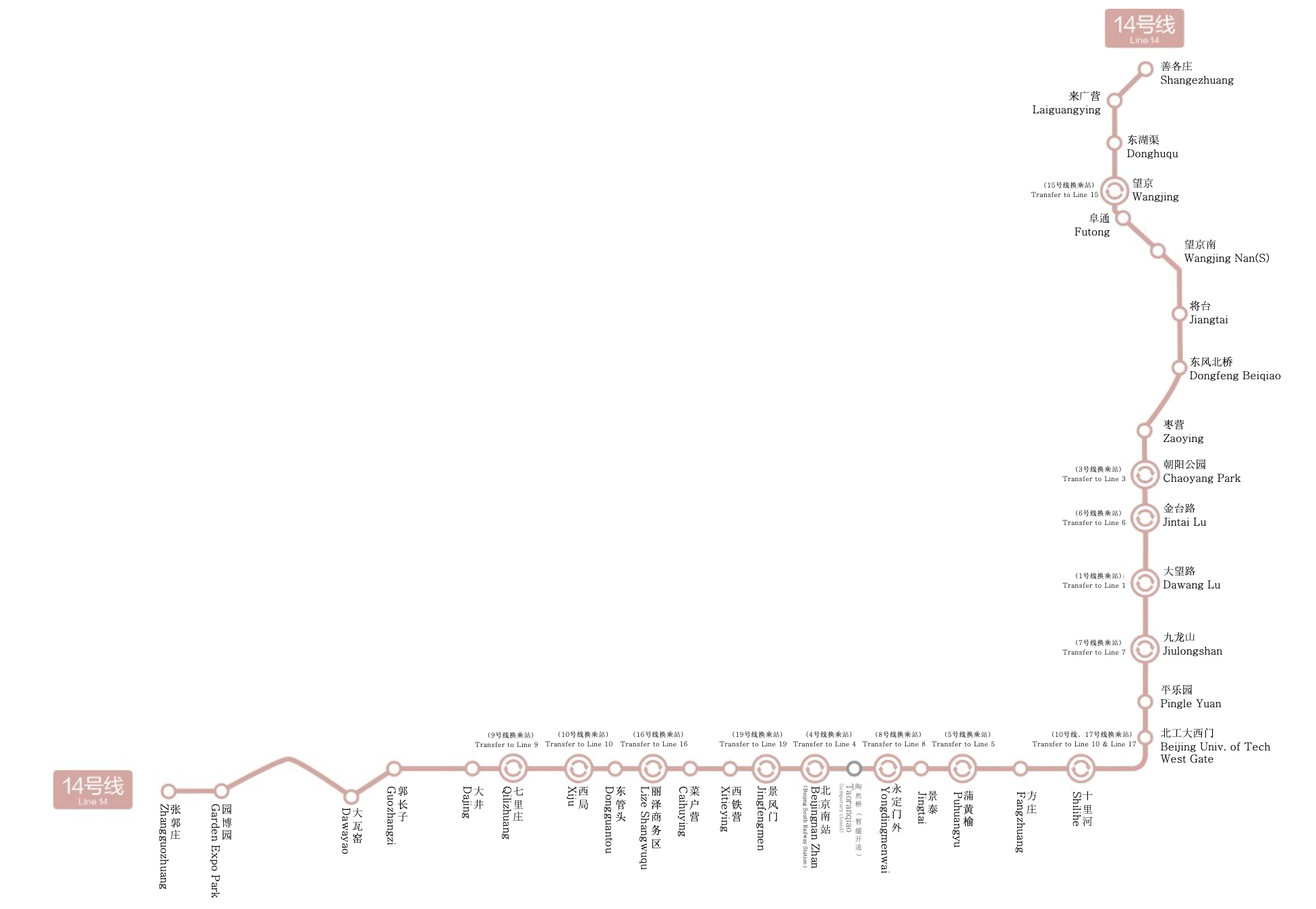
Mappa della linea 14.

La linea 14 della metropolitana di Pechino si sviluppa con un tracciato ad "L" rovesciata, collegando in diagonale le aree sud-occidentali della città con quelle nord-orientali. La linea inizia la sua corsa nella periferia sud-ovest della capitale, presso la stazione di Zhangguozhuang, situata nel distretto di Fengtai, per poi attraversare l’area urbana in direzione est fino alla stazione di Xiju. Da qui, piega verso nord-est, passando attraverso i distretti centrali e orientali fino a raggiungere il capolinea settentrionale di Shangezhuang, nel distretto di Chaoyang.
Il tracciato tocca importanti distretti come Fengtai, Dongcheng e Chaoyang, servendo quartieri densamente abitati, poli commerciali e snodi di trasporto. Tra le stazioni più significative si annoverano la stazione ferroviaria di Pechino Sud, uno dei principali terminal ferroviari della città, e Jintailu, nel cuore del distretto finanziario della città.
Attraversando alcune delle aree più dinamiche e in espansione della città, come il quartiere di Wangjing e il parco Chaoyang, la linea 14 svolge un ruolo cruciale nel collegamento tra le zone residenziali emergenti e i poli amministrativi ed economici della capitale. La sua funzione strategica è quella di alleggerire la pressione sulle linee centrali, migliorando la mobilità trasversale e servendo quartieri in rapida espansione, come Wangjing, Shibalidian e Shangezhuang, oltre a facilitare l’accesso a importanti poli di trasporto e business.
Grazie alla sua estensione di oltre 50 km, la linea 14 consente numerosi interscambi con altre importanti linee della rete metropolitana, quali linee 1, 3, 4, 5, 6, 7, 8, 9, 10, 12, 15, 16, 17, 19 e in futuro con la linea Daxing Airport Express.

### Tariffazione e orari
La tariffazione parte da un prezzo di ¥3 (circa €0,40) a seconda della distanza di viaggio totale da percorrere, fino a un massimo di ¥7 (circa €0,80) per percorrere tutta la linea. La linea 14 è operativa tutti i giorni dalle 4:55 alle 00:02.

## Affluenza
In base ai dati disponibili, dal 1° al 3 gennaio 2021 la linea 14 ha registrato un traffico passeggeri complessivo di 650 000 persone, con una media giornaliera di circa 216 700 utenti. Dal 12 al 14 giugno, i passeggeri sono stati 1 147 000, pari a una media di 382 300 al giorno. Nel periodo compreso tra il 1° luglio e il 31 agosto, la linea ha trasportato complessivamente 35,538 milioni di persone, con una media giornaliera di 573 200 passeggeri.

## Percorso e stazioni

### Percorso
| Unknown route-map component "uextCONTgq" | Unknown route-map component "uextBHFq" + Unknown route-map component "HUBa" | Unknown route-map component "uextCONTfq" |

| Unknown route-map component "uhKBHFa" + Unknown route-map component "HUBe" |

| Transverse water | Unknown route-map component "uhKRZW" | Transverse water |

| Unknown route-map component "uhBHF" |

| Unknown route-map component "hCONTgq" | Unknown route-map component "umhKRZhu" | Unknown route-map component "hCONTfq" |

| Transverse water | Unknown route-map component "uhKRZW" | Transverse water |

| Unknown route-map component "CONTgq" | Unknown route-map component "umhKRZ" | Unknown route-map component "CONTfq" |

|  | Unknown route-map component "uhtSTRa" | Unknown route-map component "uKDSTCCa" |

|  | Unknown route-map component "utKRWg+l" | Unknown route-map component "utKRWr" |

| Urban tunnel station on track |

| Urban tunnel station on track |

| Urban tunnel station on track |

| Unknown route-map component "utCONTgq" | Unknown route-map component "utSTRq" | Unknown route-map component "utTINTt" | Unknown route-map component "utCONTfq" |  |

| Unknown route-map component "utCONTgq" | Unknown route-map component "utABZq2" | Unknown route-map component "utTINTt" + Unknown route-map component "utSTRc3" | Unknown route-map component "utCONTfq" |  |

| Unknown route-map component "utSTRc1" | Unknown route-map component "utABZg+4" |  |

| Urban tunnel station on track |

| Unknown route-map component "utSTRc2" | Unknown route-map component "utABZg3" |  |

| Unknown route-map component "utCONTgq" | Unknown route-map component "utABZq1" + Unknown route-map component "HUBc2" | Unknown route-map component "utTINTt" + Unknown route-map component "utSTRc4" + Unknown route-map component "HUB3" | Unknown route-map component "utCONTfq" |  |

| Unknown route-map component "uextCONTgq" | Unknown route-map component "uextKBHFeq" + Unknown route-map component "HUB1" | Urban tunnel straight track + Unknown route-map component "HUBc4" |  |  |

| Transverse water | Unknown route-map component "utKRZW" | Transverse water |

| Urban tunnel station on track |

| Unknown route-map component "CONTgq" | Unknown route-map component "umtKRZ" | Unknown route-map component "CONTfq" |

| Transverse water | Unknown route-map component "utKRZW" | Unknown route-map component "WASSER+r" |

|  | Urban tunnel station on track | Water |

| Transverse water | Unknown route-map component "utKRZW" | Water straight and to right |

| Unknown route-map component "utCONTgq" | Unknown route-map component "utSTRq" | Unknown route-map component "utKRZtu" + Unknown route-map component "HUBc2" | Unknown route-map component "utBHFq" + Unknown route-map component "HUB3" | Unknown route-map component "utCONTfq" |

|  | Urban tunnel station on track + Unknown route-map component "HUB1" | Unknown route-map component "HUBc4" |

| Unknown route-map component "CONTgq" | Unknown route-map component "STR+r" | Urban tunnel straight track |  |  |

| Express railway | Station on track + Unknown route-map component "HUB2" | Urban tunnel straight track + Unknown route-map component "HUBc3" |  |  |

| Unknown route-map component "utCONTgq" | Unknown route-map component "mKRZt" + Unknown route-map component "HUBc1" | Unknown route-map component "utTINTt" + Unknown route-map component "HUB4" | Unknown route-map component "utCONTfq" |  |

| Straight track | Unknown route-map component "uetBHF" |  |

| One way leftward | Unknown route-map component "umtKRZ" | Unknown route-map component "CONTfq" |

| Unknown route-map component "HUBc2" | Urban tunnel station on track + Unknown route-map component "HUB3" |  |

| Unknown route-map component "utCONTgq" | Unknown route-map component "utBHFq" + Unknown route-map component "HUB1" | Unknown route-map component "utKRZto" + Unknown route-map component "HUBc4" | Unknown route-map component "utCONTfq" |  |

| Urban tunnel station on track |

| Unknown route-map component "HUBc2" | Urban tunnel station on track + Unknown route-map component "HUB3" |  |

| Unknown route-map component "utCONTgq" | Unknown route-map component "utBHFq" + Unknown route-map component "HUB1" | Unknown route-map component "utKRZtu" + Unknown route-map component "HUBc4" | Unknown route-map component "utCONTfq" |  |

| Urban tunnel station on track |

| Unknown route-map component "hCONTgq" | Transverse elevated | Transverse elevated | Unknown route-map component "umtKRZh" | Unknown route-map component "hCONTfq" |  |  |

| Unknown route-map component "utCONTgq" | Unknown route-map component "utSTRq" | Unknown route-map component "utSTR+r" | Urban tunnel straight track |  |  |  |

| Unknown route-map component "HUBrg" | Urban tunnel station on track + Unknown route-map component "HUBq" | Urban tunnel station on track + Unknown route-map component "HUBeq" |  |  |

| Unknown route-map component "utCONTgq" | Unknown route-map component "utKBHFxeq" + Unknown route-map component "HUBe" | Unknown route-map component "uetKRZto" | Unknown route-map component "uetKRZto" | Unknown route-map component "uextCONTfq" |  |  |

| Unknown route-map component "utSTRl" | Unknown route-map component "utKRZtu" | Unknown route-map component "utCONTfq" |

| Urban tunnel station on track |

| Urban tunnel station on track |

| Unknown route-map component "utCONTgq" | Unknown route-map component "utTINTt" | Unknown route-map component "utCONTfq" |

| Unknown route-map component "CONTgq" | Unknown route-map component "umtKRZ" | Unknown route-map component "CONTfq" |

| Transverse water | Unknown route-map component "utKRZW" | Transverse water |

| Unknown route-map component "uextCONTgq" | Unknown route-map component "uextSTRq" | Unknown route-map component "uetKRZto" | Unknown route-map component "uextBHFq" + Unknown route-map component "HUBa" | Unknown route-map component "uextCONTfq" |

| Unknown route-map component "utCONTgq" | Unknown route-map component "utSTRq" | Unknown route-map component "utKRZtu" | Unknown route-map component "utBHFq" + Unknown route-map component "HUB" | Unknown route-map component "utCONTfq" |

|  | Urban tunnel station on track + Unknown route-map component "HUBaq" | Unknown route-map component "HUBrf" |

| Unknown route-map component "uextCONTgq" | Unknown route-map component "uextSTRq" | Unknown route-map component "uetTINTxt" | Unknown route-map component "uextSTRq" | Unknown route-map component "uextCONTfq" |

| Transverse water | Transverse water | Unknown route-map component "utKRZW" | Transverse water |  |

| Unknown route-map component "utCONTgq" | Unknown route-map component "utABZq2" | Unknown route-map component "utTINTt" + Unknown route-map component "utSTRc3" | Unknown route-map component "utCONTfq" |  |

| Unknown route-map component "utSTRc1" | Unknown route-map component "utABZg+4" |  |

| Unknown route-map component "utCONTgq" | Unknown route-map component "utABZq2" | Unknown route-map component "utTINTt" + Unknown route-map component "utSTRc3" | Unknown route-map component "utCONTfq" |  |

| Unknown route-map component "utSTRc1" | Unknown route-map component "utABZg+4" |  |

| Transverse water | Unknown route-map component "utKRZW" | Transverse water |

| Urban tunnel station on track |

| Transverse water | Unknown route-map component "utKRZW" | Transverse water |

| Urban tunnel station on track |

| Transverse water | Unknown route-map component "utKRZW" | Transverse water |

| Urban tunnel station on track |

| Unknown route-map component "HUBc2" | Unknown route-map component "uetBHF" + Unknown route-map component "HUB3" |  |

| Unknown route-map component "utCONTgq" | Unknown route-map component "utBHFq" + Unknown route-map component "HUB1" | Unknown route-map component "utKRZtu" + Unknown route-map component "HUBc4" | Unknown route-map component "utCONTfq" |  |

| Unknown route-map component "uhCONTgq" | Unknown route-map component "utKRZh" | Unknown route-map component "uhCONTfq" |

| Transverse water | Unknown route-map component "utKRZW" | Transverse water |

| Urban tunnel station on track |

| Unknown route-map component "HUBc2" | Urban tunnel station on track + Unknown route-map component "HUB3" |  |

| Unknown route-map component "utLSTR+l" | Unknown route-map component "utBHFq" + Unknown route-map component "HUB1" | Unknown route-map component "utKRZtu" + Unknown route-map component "HUBc4" | Unknown route-map component "utCONTfq" |  |

| Unknown route-map component "utLSTR" | Unknown route-map component "WASSER+l" | Unknown route-map component "utKRZW" | Transverse water |  |

| Unknown route-map component "utLSTR" | Water | Urban tunnel station on track |  |  |

| Transverse water | Unknown route-map component "utKRZW" | Water straight and to right | Urban tunnel station on track |  |  |  |

| Unknown route-map component "CONTgq" | Unknown route-map component "umtKRZ" | Transverse track | Unknown route-map component "umtKRZ" | Unknown route-map component "CONTfq" |  |  |

| Unknown route-map component "utLSTR" |  | Urban tunnel station on track |  |  |

| Unknown route-map component "utLSTR" | Unknown route-map component "uKDSTa" | Unknown route-map component "utSTRe" |  |  |

| Unknown route-map component "utLSTR" | Unknown route-map component "uKRWgl" | Unknown route-map component "uKRWg+r" |  |  |

| Unknown route-map component "utLSTR" | Unknown route-map component "utSTRa" | Urban non-passenger end station |  |  |

| Unknown route-map component "tCONTgq" | Unknown route-map component "umtKRZto" | Unknown route-map component "umtKRZto" | Unknown route-map component "tSTRq" | Unknown route-map component "tCONTfq" |  |  |

| Unknown route-map component "utKRWg+l" | Unknown route-map component "utKRWr" |  |  |  |

| Unknown route-map component "utCONTf" |

### Stazioni
|                                 | Nome stazione              | Nome in cinese, pinyin | Percorrenza (ore) | Distanza totale (km) | Interscambi |
| ------------------------------- | -------------------------- | ---------------------- | ----------------- | -------------------- | ----------- |
| Zhangguozhuang                  | 张郭庄 Zhāngguōzhuāng      | 0:00                   | 0,00              |                      |             |
| Garden Expo Park                | 园博园 Yuánbóyuán          | 0:03                   | 1,34              |                      |             |
| Dawayao                         | 大瓦窑 Dàwǎyáo             | 0:10                   | 5,41              |                      |             |
| Guozhuangzi                     | 郭庄子 Guōzhuāngzǐ         | 0:12                   | 6,65              |                      |             |
| Dajing                          | 大井 Dàjǐng                | 0:15                   | 8,69              |                      |             |
| Qilizhuang                      | 七里庄 Qīlǐzhuāng          | 0:18                   | 10,27             |                      |             |
| Xiju                            | 西局 Xījú                  | 0:20                   | 11,12             |                      |             |
| Dongguantou                     | 东管头 Dōngguǎntóu         | 0:22                   | 12,61             |                      |             |
| Lize Shangwuqu                  | 丽泽商务区 Lìzé shāngwùqū  | 0:24                   | 13,56             | ()                   |             |
| Caihuying                       | 菜户营 Càihùyíng           | 0:26                   | 14,39             |                      |             |
| Xitieying                       | 西铁营 Xītiěyíng           | 0:29                   | 15,85             |                      |             |
| Jingfengmen                     | 景风门 Jǐngfēngmén         | 0:31                   | 16,74             |                      |             |
| Pechino Sud                     | 北京南站 Běijīngnán zhàn   | 0:33                   | 17,90             |                      |             |
| Taoranqiao                      | 陶然桥 Táoránqiáo          | —                      | —                 |                      |             |
| Yongdingmenwai                  | 永定门外 Yǒngdìngménwài    | 0:36                   | 19,85             |                      |             |
| Jingtai                         | 景泰 Jǐngtài               | 0:38                   | 20,97             |                      |             |
| Puhuangyu                       | 蒲黄榆 Púhuángyú           | 0:40                   | 22,00             |                      |             |
| Fangzhuang                      | 方庄 Fāngzhuāng            | 0:43                   | 23,48             |                      |             |
| Shilihe                         | 十里河 Shílǐhé             | 0:46                   | 25,10             |                      |             |
| Beijing Univ. of Tech West Gate | 北工大西门 Běigōngdà xīmén | 0:50                   | 27,52             |                      |             |
| Pingleyuan                      | 平乐园 Pínglèyuán          | 0:52                   | 28,65             |                      |             |
| Jiulongshan                     | 九龙山 Jiǔlóngshān         | 0:54                   | 29,55             |                      |             |
| Dawanglu                        | 大望路 Dàwànglù            | 0:57                   | 31,33             |                      |             |
| Hongmiao                        | 红庙 Hóngmiào              | —                      | —                 | ()                   |             |
| Jintailu                        | 金台路 Jīntáilù            | 1:00                   | 32,93             |                      |             |
| Chaoyang Park                   | 朝阳公园 Cháoyáng gōngyuán | 1:02                   | 34,01             |                      |             |
| Zaoying                         | 枣营 Zǎoyíng               | 1:04                   | 35,24             |                      |             |
| Dongfeng Beiqiao                | 东风北桥 Dōngfēng běiqiáo  | 1:08                   | 37,41             |                      |             |
| Jiangtai                        | 将台 Jiāngtái              | 1:11                   | 39,01             |                      |             |
| Gaojiayuan                      | 高家园 Gāojiāyuán          | —                      | —                 |                      |             |
| Wangjingnan                     | 望京南 Wàngjīngnán         | 1:14                   | 40,86             |                      |             |
| Futong                          | 阜通 Fùtōng                | 1:16                   | 42,02             |                      |             |
| Wangjing                        | 望京 Wàngjīng              | 1:18                   | 42,93             |                      |             |
| Donghuqu                        | 东湖渠 Dōnghúqú            | 1:20                   | 44,21             |                      |             |
| Laiguangying                    | 来广营 Láiguǎngyíng        | 1:22                   | 45,31             |                      |             |
| Shangezhuang                    | 善各庄 Shàngèzhuāng        | 1:25                   | 46,67             |                      |             |

## Materiale rotabile

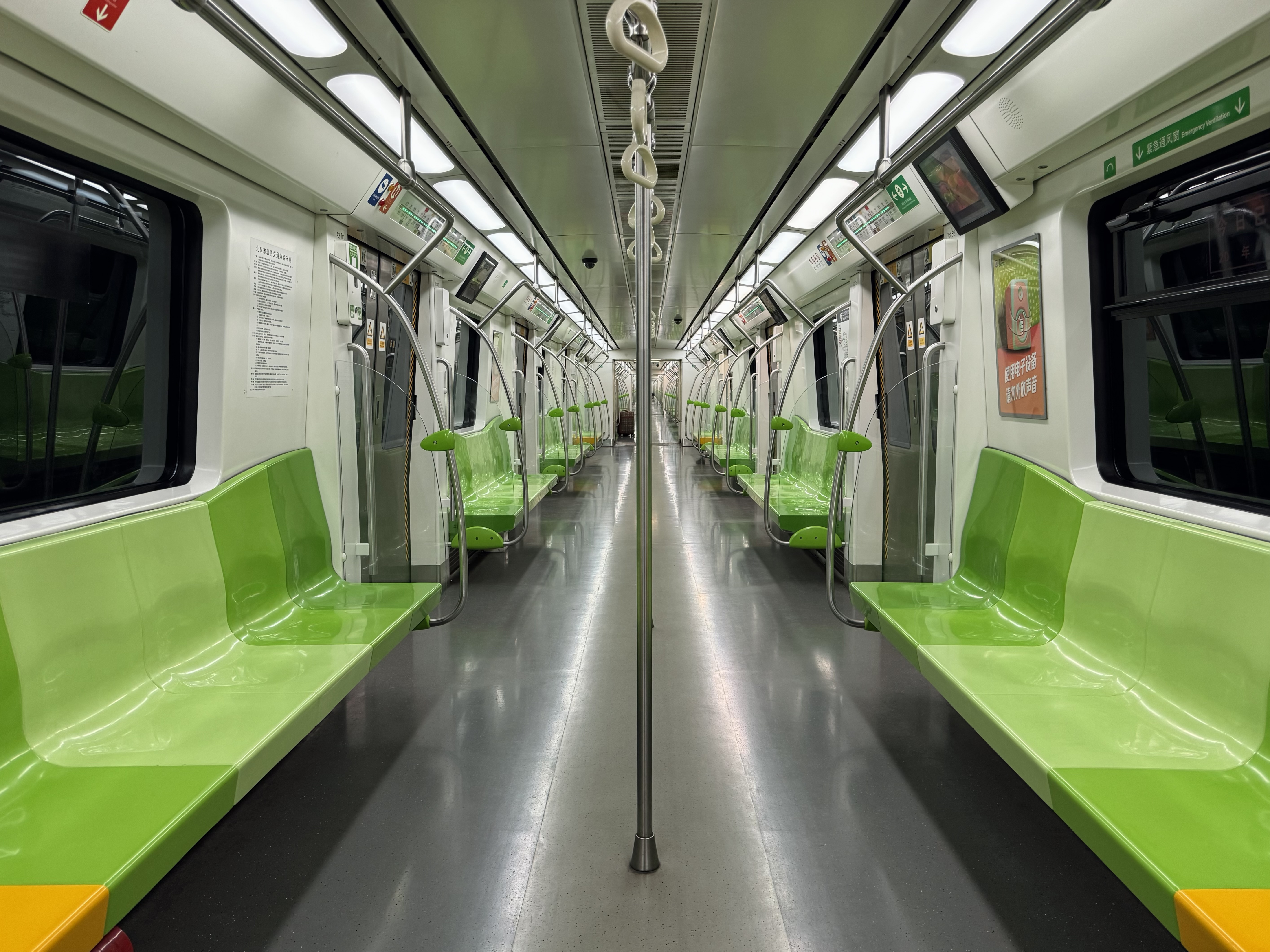
L'interno di uno dei treni della linea 14.

La linea 14 utilizza due modelli di treni: il DKZ53 e l'SFM18. Considerando l’esperienza di alcune linee precedenti, come la linea 5, che hanno raggiunto rapidamente la saturazione del flusso passeggeri dopo l’apertura, inizialmente si era previsto l’impiego di convogli di tipo B a 8 carrozze. Tuttavia, a causa delle limitazioni di spazio sulle banchine della stazione di Pechino Sud, si è dovuto ridurre il numero massimo di carrozze a 7.
Dopo un'attenta rivalutazione del progetto, è stata infine adottata la soluzione con 6 carrozze di tipo A, segnando il primo utilizzo di treni di tipo A nell’intera rete metropolitana di Pechino. Questi convogli presentano carrozze più lunghe e larghe, quasi 23 metri di lunghezza e 3 metri di larghezza ciascuna, rispetto ai 20 metri per 2,8 metri delle carrozze di tipo B, garantendo così maggiore capacità di trasporto e comfort per i passeggeri.
In totale, per la linea 14 sono stati ordinati 63 treni, di cui 38 unità DKZ53, prodotte dalla CRRC Changchun Railway Vehicles Co., Ltd., e 25 unità SFM18, prodotte dalla CRRC Qingdao Sifang Co., Ltd.

### Depositi
La linea 14 dispone di due depositi principali: il deposito di Zhangyicun è situato tra le stazioni di Garden Expo Park e Dawayao ed è entrato in funzione con l’apertura del tratto occidentale della linea; il deposito di Maquanying, invece, è localizzato a nord-est della stazione di Shangezhuang, è condiviso con la linea 15 e fu costruito insieme al tratto orientale della linea.
| Modello | Immagine | Produttore                      | Anno di produzione | In servizio | Numeri di serie | Deposito              |
| ------- | -------- | ------------------------------- | ------------------ | ----------- | --------------- | --------------------- |
| DKZ53   |          | CRRC Changchun Railway Vehicles | 2012               | 38          | 201–238         | Maquanying Zhangyicun |
| SFM18   |          | CRRC Qingdao Sifang             | 2012               | 25          | 239–263         | Maquanying Zhangyicun |

## Controversie

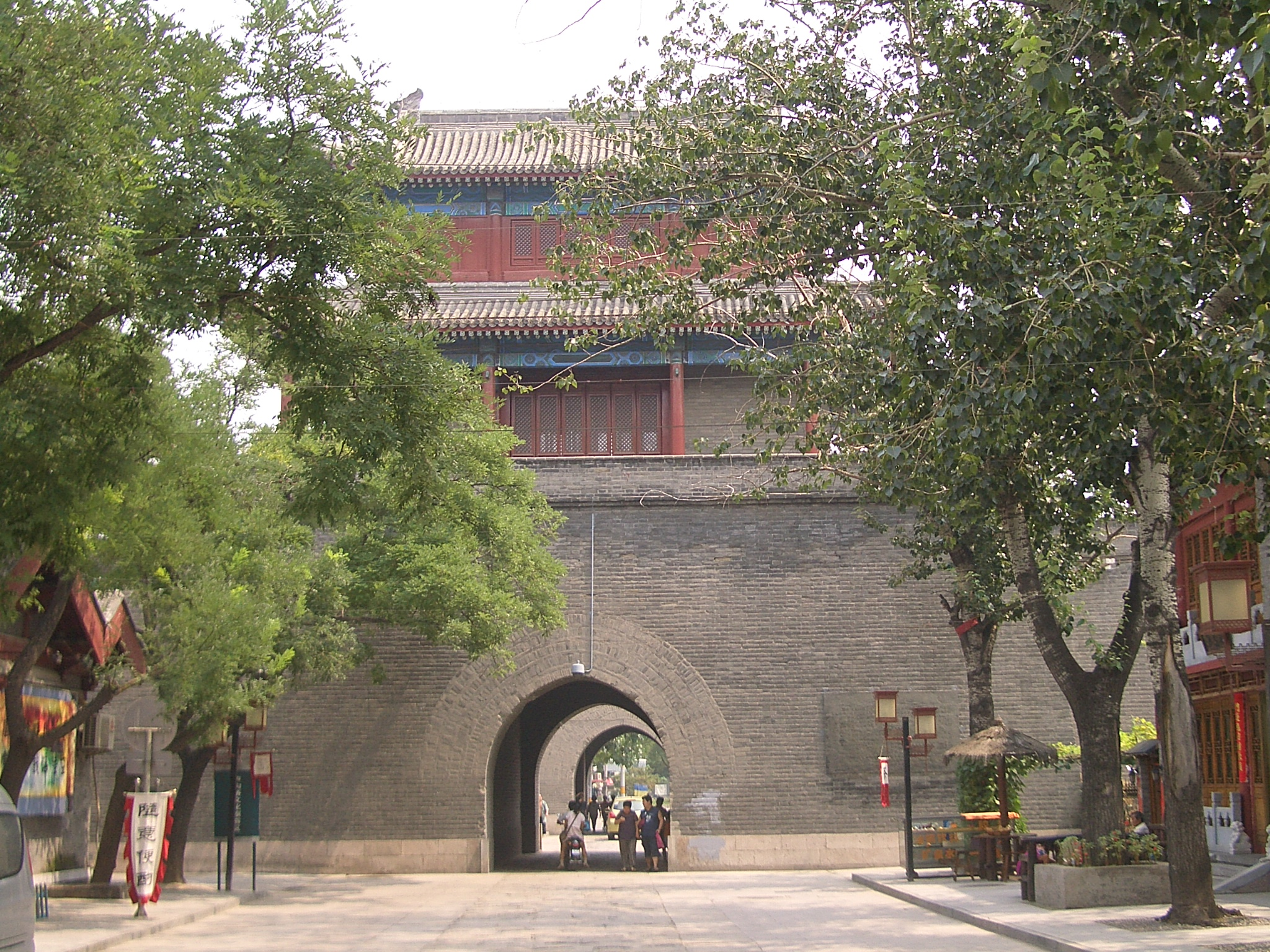
La fortezza di Wanping, uno dei monumenti presenti nell'omonima area.

La progettazione del tracciato finale della linea 14 ha generato numerose controversie, sia per il capolinea occidentale sia per quello settentrionale. In origine, la linea doveva concludersi a Zhangyicun, nei pressi del Ponte di Marco Polo, ma i residenti di Dujiakan e della vicina Wanpingcheng hanno chiesto che il tracciato venisse deviato verso sud, terminando nei loro quartieri. Gli abitanti di Wanpingcheng, un’area con oltre 60 000 residenti, hanno sottolineato la necessità di un miglior collegamento con il trasporto pubblico, anche per via della presenza di attrazioni come un parco di sculture, un memoriale di guerra e la storica fortezza di Wanping. Inoltre, le strade di Dujiakan risultano spesso congestionate e il complesso terreno attraversato da fiumi e ferrovie rende difficile la costruzione di nuove vie di collegamento. Alla fine del 2008 furono raccolte migliaia di firme a sostegno della modifica del tracciato, ma la Commissione per la pianificazione urbana di Pechino spiegò che la costruzione della metropolitana fino a Wanpingcheng sarebbe stata troppo complessa e confermò il percorso originario con capolinea Zhangyicun. In seguito, tuttavia, Wanpingcheng è stata comunque dotata di una propria stazione, capolinea meridionale della linea 16, la cui costruzione è iniziata nel 2013. 

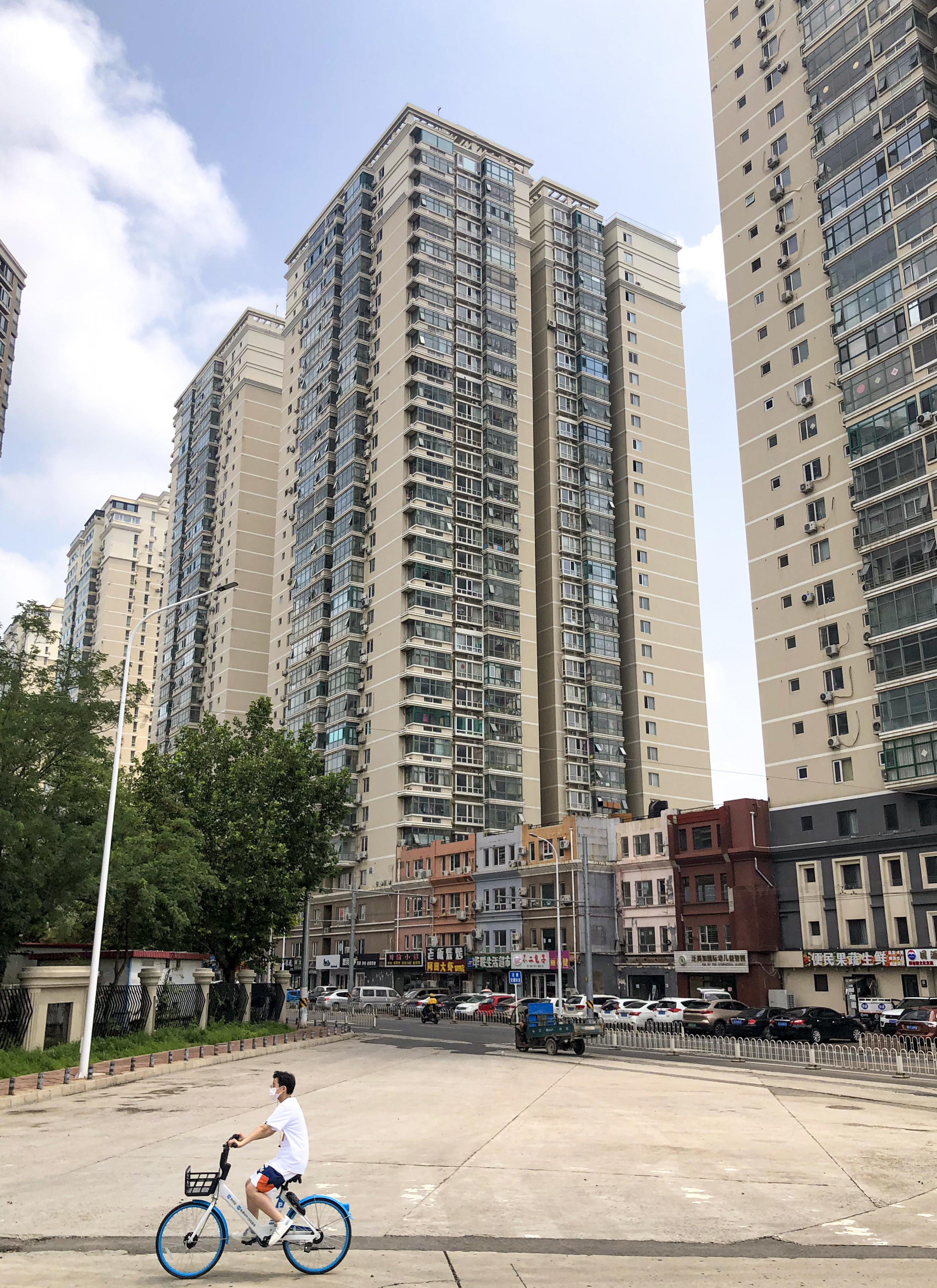
Una delle zone residenziali di Tiantongyuan, quartiere con più di 700000 abitanti.

Anche il tratto settentrionale della linea 14 è stato oggetto di accese discussioni: alla fine del 2009, i residenti di Tiantongyuan e Wangjing si sono scontrati sulla direzione da far prendere al prolungamento. Tiantongyuan, un vasto quartiere residenziale nel distretto di Changping, soffre di gravi problemi di traffico e sovraffollamento sulla linea 5, che serve solo la parte occidentale dell’area. I residenti hanno lanciato una petizione per estendere la linea 14 al quartiere, prevedendo un incremento del traffico legato ai nuovi sviluppi edilizi. Tuttavia, gli abitanti di Wangjing, un importante polo residenziale e commerciale nel distretto di Chaoyang, si sono opposti, temendo che l’afflusso di passeggeri provenienti da Tiantongyuan avrebbe sovraccaricato la linea, che già era sarebbe dovuta passare per il loro quartiere. Wangjing, nonostante sia ben collegato con numerosi autobus, continua a soffrire di traffico e la stazione Wangjingxi della linea 13 risulta troppo distante dal polo commerciale dell’area. I residenti chiedevano quindi che la linea 14 terminasse a Wangjing, come previsto inizialmente. Le autorità urbanistiche hanno respinto la proposta di Tiantongyuan, decidendo invece di costruire una nuova linea espressa nord-sud, la linea 17, che attraversa la parte orientale di Tiantongyuan.